# Abel Verônico
Abel Verônico da Silva Filho (Rio de Janeiro, 2 de outubro de 1941) é um ex-futebolista brasileiro, que atuava como ponta-esquerda.

## Carreira
Nascido no bairro de Botafogo, no Rio de Janeiro, se mudou para Raiz da Serra com dois anos de idade. Ali, aos 12 anos de idade, deu os primeiros passos no infantil do Vila Atlético Clube. Em 1958, no juvenil, se transferiu para o Grêmio Esportivo da Fábrica Estrela, onde, posteriormente, dividiu as atividades com o Esporte Clube Internacional, de Petrópolis. Passou ainda pela Associação Atlética Arealense, de Areal, em 1960. Fez testes no Fluminense e Botafogo, mas acertou com o America, onde atuou nos aspirantes entre 1961 e 1962, já atuando nos profissionais em 62.
Em 1963, foi eleito a revelação do Campeonato Carioca daquele ano.
Jogou no America do Rio de Janeiro, entre 1961 a 1965.
Chegou ao Santos em 1965, junto com Carlos Alberto Torres e fez sua estreia no dia 29 de abril de 1965, no Estádio Baetão, em Belém.
Ainda em 1965, no dia 25 de novembro, fez sua única partida pela Seleção Brasileira, um 5x3 contra a Hungria, na qual marcou um dos gols.
Foi ponta esquerda pelo clube até 1971, dividindo a posição com Pepe e com Edu. Com a camisa do Alvinegro ele jogou 323 partidas e marcou 28 gols.
Em 1971, foi emprestado para o Coritiba e logo em seguida para o Londrina.
Abel jogou no México pelo Atlas de 1972 a 1976, quando encerrou sua carreira.
Após pendurar as chuteiras, trabalhou por oito anos na Prefeitura de Santos como professor de futebol para crianças.
De 1983 até 1987 trabalhou como técnico na equipe Al Shamal do Qatar, onde foi campeão da segunda divisão.
Em 2000, ele começou a trabalhar como Supervisor do Departamento de Futebol Amador do Santos, permanecendo até o ano de 2018.

## Vida pessoal
Abel tem 4 filhos, dois deles são gêmeos (Donald e Douglas). Um deles é o jornalista esportivo Abel Neto.

## Títulos
Santos
- Campeonato Brasileiro: 1965 e 1968
- Torneio Rio-São Paulo: 1966
- Campeonato Paulista: 1965, 1967[16], 1968 e 1969[17]